# Corral del Carbón
El Corral del Carbón es un edificio del siglo XIV situado en la ciudad española de Granada, en la comunidad autónoma de Andalucía. Es la única alhóndiga nazarí conservada en su integridad en la península ibérica. 

## Historia

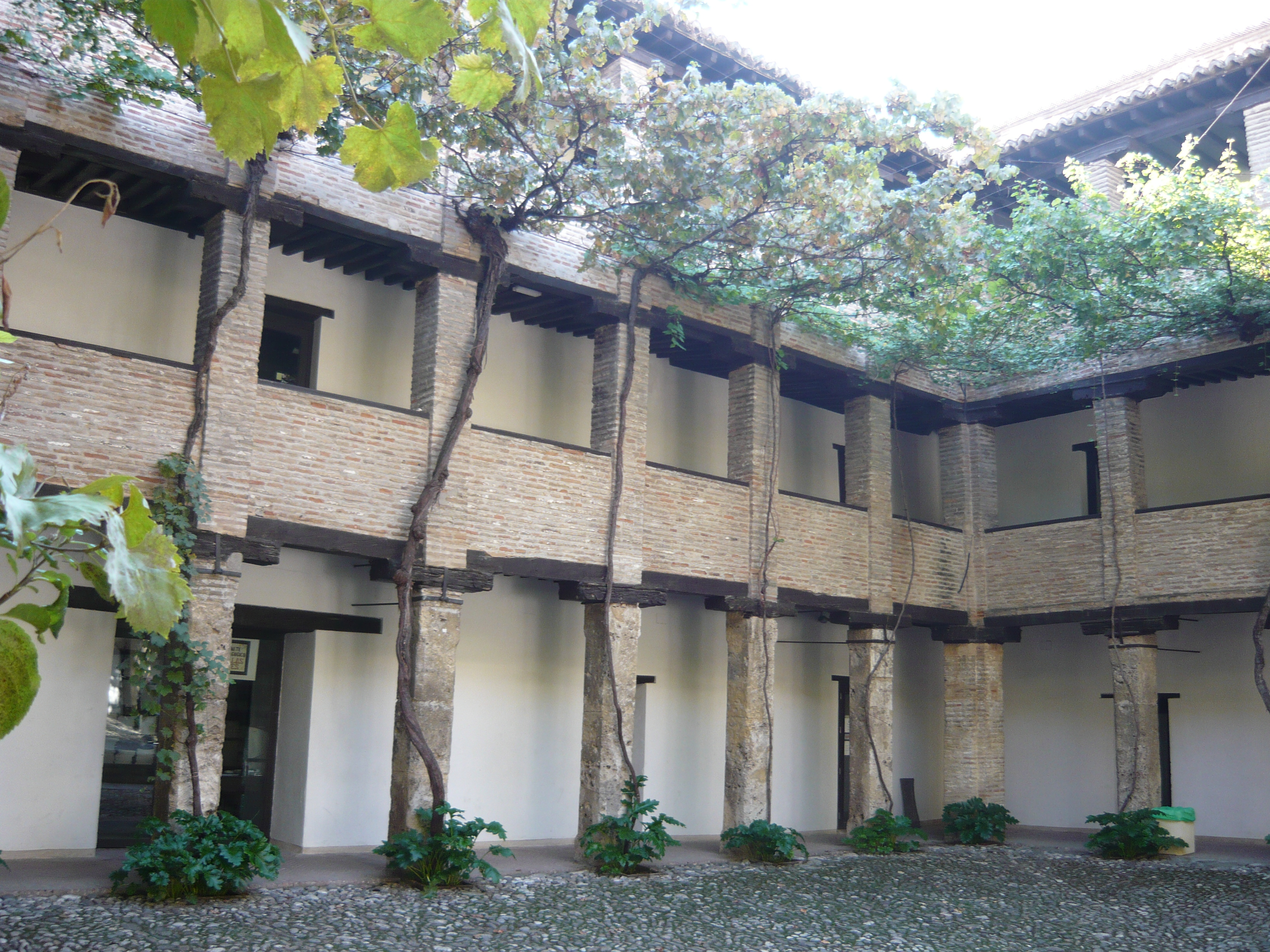
Columnas del patio

Fue construido durante el reinado nazarí, con anterioridad a 1336, y su nombre original era Al-Funduq al-Gidida, o Alhóndiga Nueva. Situada al sur de la ciudad musulmana, junto al mercado de la seda o Alcaicería, al zoco de la Medina, y a la Mezquita Mayor, servía de posada para los comerciantes en tránsito, de almacén y de mercado al por mayor. Un pequeño puente que se llamó al-qantara al-yadída (puente nuevo) hasta 1501, y más tarde puente del carbón o puente del Álamo o puente de los Curtidores (qantarat al-Dabbayin), situado sobre el río Darro comunicaba la Alhóndiga con el zoco. En líneas generales, como describe Leopoldo Torres Balbás, este edificio responde a un modelo oriental, pero la decoración y los detalles son netamente granadinos. Su ascendencia puede seguirse desde las ágoras griegas, a través luego de los horreas romanos, hasta los tiempos islámicos. La portada monumental procede del iwan oriental, cuyos orígenes han sido muy discutidos, y que se encuentra ya en los palacios sasánidas. La transmisión a Occidente se haría por intermedio del Egipto, en donde el pórtico de entrada abierto por un gran arco, abovedado con mocárabes, y en cuyo fondo está la puerta adintelada de acceso al edificio, y una ventana gemela encima, es disposición arquitectónica muy difundida. Se encuentra por ejemplo en el Cairo, en la mezquita al-Zahir de Baybars I (665-1309) o en Granada con la puerta de la Justicia en la Alhambra (749-1348).
En 1494 los Reyes Católicos lo concedieron a Sancho de Arana. A su muerte (1531) salió a subasta, usándose como hospedaje de carboneros, más tarde como corral de comedias (hasta 1593) y luego, casa de vecinos. Fue declarado Monumento Histórico-Artístico Nacional en 1918, pero estuvo amenazado de derribo hasta que fue adquirido por el Estado en 1933, que encargó su restauración a Leopoldo Torres Balbás. En 1992 volvió a ser restaurado por el arquitecto Rafael Soler Márquez, aunque se mantuvieron algunos desperfectos que no fueron corregidos hasta otra restauración. La portada fue intervenida con tratamientos de limpieza y consolidación por la empresa Siglos Conservación y Restauración, s.l.,  bajo la dirección de las restauradoras Lola Blanca López y Lourdes Blanca López. Intervención finalizada en noviembre de 2006.

## Descripción

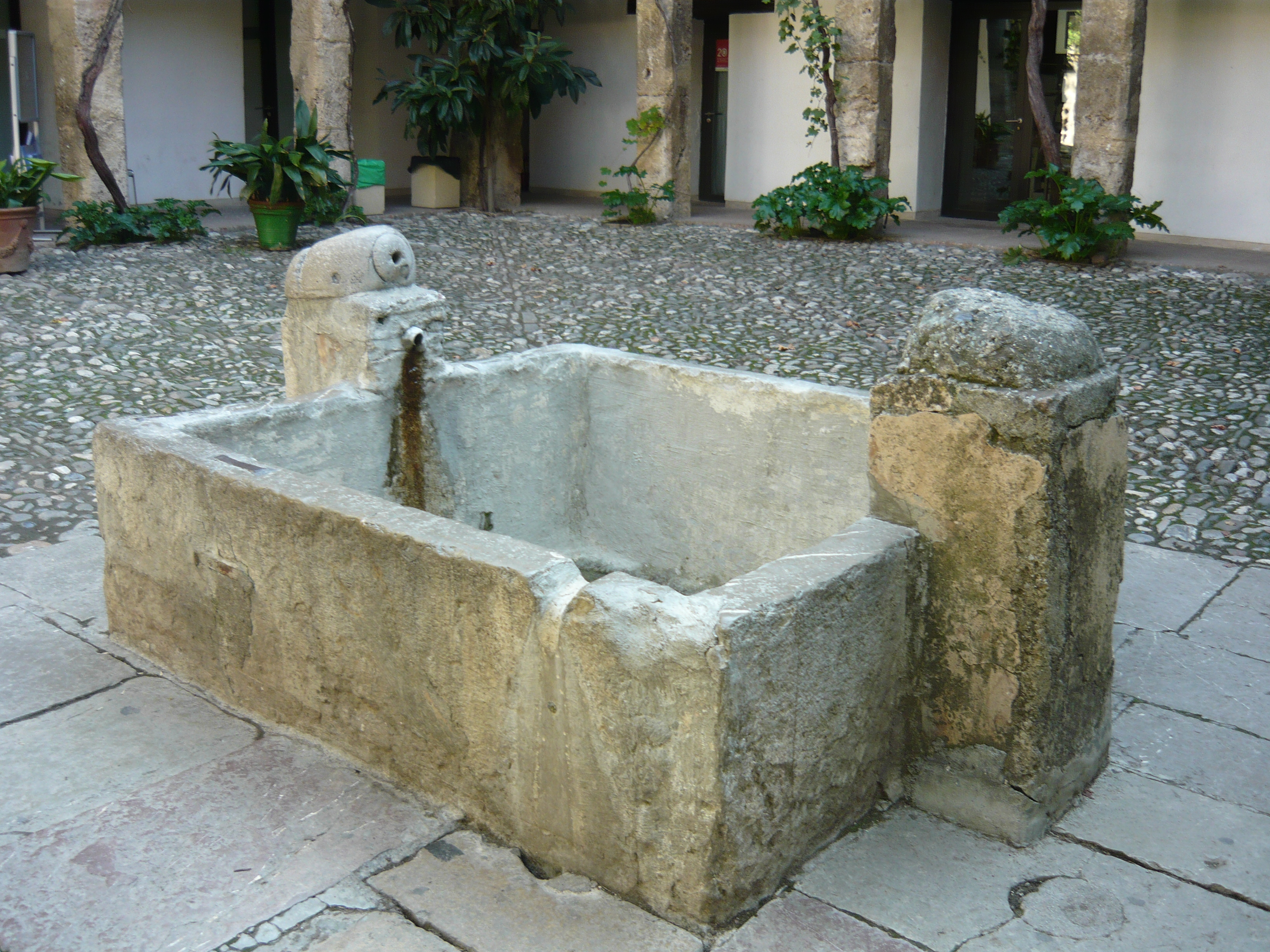
Pilar de piedra en el patio

La portada, ricamente decorada con yeserías, está presidida por un gran arco tumido (de dos centros y algo apuntalado) provisto de alfiz. Sobre su moldura horizontal hay una decoración epigráfica en cúfico. A eje, sobre él, se sitúa un vano geminado. Está rematado por un alero de amplio voladizo sostenido por canes de madera, en la tradición nazarí (Cuarto Dorado de la Alhambra). 
Tras el zaguán, cubierto con una bóveda de mocárabes que conserva algún resto de policromía, se accede al patio. Éste, de planta cuadrangular, es funcional y sin excesos decorativos. En su centro se sitúa una pila de piedra provista de dos caños. 
La estructura de los tres pisos provistos de galerías que se abren al patio está formada por pilares de piedra y vigas y zapatas (estas últimas labradas) de madera. La fábrica de los petos es de ladrillo visto. El interior de las salas está muy transformado para albergar comercios y oficinas.

## Uso actual
Actualmente alberga las oficinas y el personal de administración de la Orquesta Ciudad de Granada, y es la sede del Festival Internacional de Música y Danza de Granada. También es ocasional escenario, en el patio, de representaciones teatrales, conciertos de flamenco y conferencias.